# جون مور (لاعب كريكت)
جون مور (29 أبريل 1891 في المملكة المتحدة - 23 يونيو 1980 في المملكة المتحدة)  (بالإنجليزية: John Moore)‏ هو لاعب كريكت بريطاني (وحمل سابقاً جنسية المملكة المتحدة لبريطانيا العظمى وأيرلندا). لعب مع نادي مقاطعة هامبشاير للكريكت ‏.

## وصلات خارجية
- جون مور على موقع إي آس بي آن كريك إنفو (الإنجليزية)